# Perikon
Perikon (Hypericum) er en slægt af flerårige planter med modsatte, helrandede blade, der er besat med nedsænkede kirtler. Blomsterne er gule og 5-tallige med mange støvdragere.
| Beskrevne arter |

- Bærperikon (Hypericum androsaemum)
- Hypericum beanii
- Storblomstret perikon (Hypericum calycinum)
- Smalbladet perikon (Hypericum erectum)
- Stinkende perikon (Hypericum hircinum)
- Lodden perikon (Hypericum hirsutum)
- Kinesisk perikon (Hypericum hookerianum)
- Dværgperikon (Hypericum humifusum)
- Kantet perikon (Hypericum maculatum)
- Bjergperikon (Hypericum montanum)
- Japansk perikon (Hypericum patulum)
- Prikbladet perikon (Hypericum perforatum)
- Topgrenet perikon (Hypericum prolificum)
- Smuk perikon (Hypericum pulchrum)
- Vinget perikon (Hypericum tetrapterum)

| Andre arter |

| - Hypericum adpressum - Hypericum aegypticum - Hypericum aethiopicum - Hypericum anagalloides - Hypericum annulatum - Hypericum apocynifolium - Hypericum ascyron - Hypericum attenuatum - Hypericum balearicum - Hypericum barbatum - Hypericum bellum - Hypericum bithynicum - Hypericum brachyphyllum - Hypericum brasiliense - Hypericum buckleyi - Hypericum canadense - Hypericum canariense - Hypericum caprifoliatum - Hypericum carinatum - Hypericum cerastoides - Hypericum chapmanii - Hypericum cistifolium - Hypericum concinnum - Hypericum confertum - Hypericum coris | - Hypericum crux-andreae - Hypericum cumulicola - Hypericum densiflorum - Hypericum denticulatum - Hypericum drummondii - Hypericum dyeri - Hypericum elegans - Hypericum ellipticum - Hypericum elodes - Hypericum elongatum - Hypericum empetrifolium - Hypericum fasciculatum - Hypericum forrestii - Hypericum fragile - Hypericum frondosum - Hypericum gentianoides - Hypericum gramineum - Hypericum grandifolium - Hypericum graveolens - Hypericum hakonense - Hypericum harperi - Hypericum hypericoides - Hypericum hyssopifolium - Hypericum japonicum - Hypericum kalmianum | - Hypericum kamtschaticum - Hypericum kelleri - Hypericum kouytchense - Hypericum lanceolatum - Hypericum leschenaultii - Hypericum linariifolium - Hypericum linarioides - Hypericum lissophloeus - Hypericum lobocarpum - Hypericum longistylum - Hypericum majus - Hypericum mitchellianum - Hypericum monogynum - Hypericum montbretii - Hypericum mutilum - Hypericum myrianthum - Hypericum myrtifolium - Hypericum nitidum - Hypericum nudiflorumex - Hypericum oblongifolium - Hypericum olympicum - Hypericum orientale - Hypericum origanifolium - Hypericum polyphyllum - Hypericum pratense | - Hypericum pruinatum - Hypericum pseudomaculatum - Hypericum punctatum - Hypericum reflexum - Hypericum repens - Hypericum revolutum - Hypericum roeperianum - Hypericum rumeliacum - Hypericum sampsonii - Hypericum scabrum - Hypericum scouleri - Hypericum setosum - Hypericum sphaerocarpum - Hypericum tenuifolium - Hypericum tetrapetalum - Hypericum thesiifolium - Hypericum tomentosum - Hypericum triquetrifolium - Hypericum undulatum - Hypericum uralum - Hypericum wilsonii - Hypericum yakusimense |